# ليم سن-يونغ
ليم سن-يونغ (الكورية: 임선영) هو لاعب كرة قدم كوري جنوبي في مركز الوسط، ولد في 21 مارس 1988 في كوريا الجنوبية. لعب مع نادي غوانغجو.

## وصلات خارجية
- ليم سن-يونغ على موقع دوري كوريا الجنوبية (الإنجليزية)
- ليم سن-يونغ على موقع قاعدة بيانات كرة القدم.إي يو (الإنجليزية)